# Die Schlümpfe (2021)
Die Schlümpfe ist eine Animationsserie, die auf den gleichnamigen Comics des belgischen Zeichners Peyo basiert. Die Serie wurde von Peyo Productions und Dupuis Édition & Audiovisuel seit 2018 produziert. Produzentin der Serie ist Véronique Culliford, die Tochter von Peyo. Die Erstausstrahlung begann am 18. April 2021 in Belgien bei La Trois. In Deutschland lief die Serie ab 16. April 2022 bei KiKa als deutsche Erstausstrahlung.
Die erste Staffel besteht aus 52 Kurzfolgen à 11 Minuten, die in 26 Doppelfolgen ausgestrahlt werden. Drei Doppelfolgen bestehen jeweils aus Teil 1 und Teil 2 einer längeren Geschichte (Die Plümpfe, Gargaschlumpf und Eine Schlumpfshow für Gargamel). So werden in der ersten Staffel insgesamt 49 verschiedene Geschichten erzählt.
Die Serie setzt den Reboot fort, der 2017 mit dem Kinofilm Die Schlümpfe – Das verlorene Dorf begann. Kanon für die Serie sind die ursprünglichen Comic-Geschichten und der genannte Film; die gleichnamige Zeichentrickserie aus den 1980er Jahren wird ebenso ignoriert wie die älteren Kinofilme Die Schlümpfe (2011) und Die Schlümpfe 2.
Eine zweite Staffel lief am 18. Juli 2022 in den USA an. Deutschland-Premiere war am 14. April 2023 bei KiKa.
Auch die zweite Staffel besteht aus 52 Kurzfolgen à 11 Minuten. Da zwei Folgen aus Teil 1 und Teil 2 bestehen („Ogaliebe“ und „Schlumpf in die Zukunft“) werden hier insgesamt 50 Geschichten erzählt.
Im Oktober 2023 wurde eine dritte Staffel mit 52 Folgen für 2024 angekündigt.

## Handlung
Wie in der Comic-Vorlage leben die Schlümpfe als ein 100-köpfiges Volk in einem Dorf aus Pilzhäusern. Dabei müssen sie sich immer wieder vor dem bösen Zauberer Gargamel verstecken, der sich ständig an ihnen rächen will, seit sie einmal seine diabolischen Pläne durchkreuzt haben.
Nachdem in der Comic-Vorlage alle Schlümpfe männlich waren (mit Schlumpfine als einziger Ausnahme, welche einst von Gargamel ähnlich wie ein Golem aus einer Lehmfigur erschaffen worden war, ehe sie von Papa Schlumpf in ihre allgemein bekannte Erscheinung verwandelt wurde), hatten die Schlümpfe im vorangegangenen Kinofilm Die Schlümpfe – Das verlorene Dorf ein Dorf voller weiblicher Schlümpfe entdeckt. Diese Schlumpf-Kriegerinnen, die unter der Führung von Schlumpfhilde stehen, sind nicht dauerhaft im altbekannten Schlumpfdorf eingezogen, besuchen es jedoch immer wieder.
Von bekannten Nebenfiguren abseits der Schlümpfe selbst wurde neben Gargamel und seiner Katze Azrael lediglich noch Großmaul in die neue Serie übernommen, ein unterdurchschnittlich intelligenter Oger mit unstillbarem Appetit.

## Synchronisation
Die Synchronisation wurde von EuroSync unter der Regie von Fritz Rott angefertigt.
| Rolle         | Originalsprecher  | Deutscher Sprecher |
| ------------- | ----------------- | ------------------ |
| Schlumpfine   | Anna Ramade       | Marie Hinze        |
| Papa Schlumpf | Jean-Loup Horwitz | Axel Lutter        |
| Gargamel      | Emmanuel Curtil   | Thomas Nero Wolff  |
| Koch          | Emmanuel Curtil   | Claudio Maniscalco |
| Hefty         | Marc Arnaud       | Roman Wolko        |
| Handy         | Xavier Fangon     | Bastian Sierich    |
| Schlaubi      | Antoine Schoumsky | Dirk Petrick       |
| Blüte         | Anna Ramade       | Sarah Alles        |
| Sturmi        | Fanny Bloc        | Peggy Pollow       |
| Jokey         | Kaycie Chase      | Dirk Stollberg     |
| Fürchti       | Magali Rosenzweig | Marco Rosenberg    |
| Clumsy        | Fanny Bloc        | Tobias Diakow      |
| Dummi         | Jérémy Prévost    | Lucas Wecker       |
| Beauty        | Jérémy Prévost    | Andi Krösing       |

## Auszeichnungen
Die Serie gewann im Februar 2022 den New York Animation Film Awards.